# Charltoniada acrocapna
Charltoniada acrocapna là một loài bướm đêm trong họ Crambidae.